# Ковалевский (хутор)
Ковалевский — хутор в Зимовниковском районе Ростовской области.
Входит в состав Ленинского сельского поселения.

## География
Хутор в пределах Сальско-Манычской гряды, являющейся субширотным продолжением Ергенинской возвышенности, относящейся к Восточно-Европейской равнине, при балке Большая Амта (бассейн реки Большая Куберле), на высоте 39 метров над уровнем моря. Рельеф местности равнинный, полого-увалистый. Почвы — тёмно-каштановые.
По автомобильной дороге расстояние до Ростова-на-Дону составляет 280 км, до ближайшего города Волгодонск — 45 км, до районного центра посёлка Зимовники — 21 км, до административного центра сельского поселения хутора Ленинский — 26 км. Близ хутора проходит областная автодорога Волгодонск — Зимовники
Часовой пояс
Ковалёвский, как и вся Ростовская область, находится в часовой зоне МСК (московское время). Смещение применяемого времени относительно UTC составляет +3:00.

### Улицы
- ул. Заречная,
- ул. Молодёжная.

## История
Предположительно основан на рубеже 1920-х — 1930-х годов в связи с переселением калмыцкого населения на территорию организованного в 1929 году Калмыцкого района Сальского округа Северо-Кавказского края (в 1937 году район включен в состав Ростовской области). В 1932 году образован Ковалёвский сельсовет. В марте 1944 года в связи с ликвидацией Калмыцкого района Ковалёвский сельсовет включён в состав Зимовниковского района Ростовской области. В июне 1954 года Ковалёвский сельсовет был упразднён, территория включена в состав Зимовниковского сельсовета.

## Население
Динамика численности населения
| 2002 |
| ---- |
| 166  |

| 2010 |
| ---- |
| 106  |

### Известные жители
Дьяченко, Андрей Александрович (р. 1982) — военный лётчик, Герой Российской Федерации (2016).